# G-Фактор

g-Фа́ктор — множитель, связывающий гиромагнитное отношение частицы с классическим значением гиромагнитного отношения:
{\displaystyle \gamma =g\gamma _{0},}
где классическое значение равно
{\displaystyle \gamma _{0}=q/{2mc},}
q — заряд частицы, m — её масса, c — скорость света в вакууме.
Для классической частицы g-фактор равен 1, для свободных квантовых частиц со спином ½ эта величина равна 2, согласно уравнению Дирака. Для реальных частиц экспериментально определённое значение g-фактора может отличаться как от 1, так и от 2, и является одной из характеристик частицы.
Иногда g-фактор определяют с учётом знака согласно равенству
{\displaystyle {\boldsymbol {\mu }}_{S}={\frac {g|q|}{2mc}}{\boldsymbol {S}},}
где μS — магнитный момент частицы, связанный с её спином S.

## g-Фактор электрона
Уравнение Дирака, описывающее квантовый электрон, даёт для g-фактора значение −2. Однако экспериментальные исследования, которые провели в 1947 году Поликарп Куш и Фоли, показали, что g-фактор электрона отличается от двойки. Объяснение этому дал Джулиан Швингер в рамках квантовой электродинамики. Отличие обусловлено взаимодействием электрона с виртуальными фотонами. Теоретическое значение относительного отклонения g-фактора электрона от двойки равно
{\displaystyle a={\frac {{\bigl |}|g|-2{\bigr |}}{2}}={\frac {1}{2}}{\frac {\alpha }{\pi }}-0{,}328479\left({\frac {\alpha }{\pi }}\right)^{2}+1{,}29\left({\frac {\alpha }{\pi }}\right)^{3}+\ldots ,}
где α — постоянная тонкой структуры. Это значение согласуется с экспериментальным с точностью до 10−6.
В 1955 году Поликарп Куш получил Нобелевскую премию по физике за точное измерение магнитного момента электрона, а следовательно, и g-фактора.

## g-Факторы других частиц
g-Фактор другого лептона, мюона, почти не отличается от g-фактора электрона, поскольку также обусловлен электромагнитным взаимодействием. g-факторы адронов значительно отличаются от теоретических значений, поскольку в их формировании принимают участие виртуальные частицы, переносящие сильное взаимодействие.

## g-Факторы разных частиц (с учётом знака)
| Частица                                   | g-фактор (погрешность) |
| ----------------------------------------- | ---------------------- |
| Электрон {\displaystyle g_{\mathrm {e} }} | −2,00231930436153(53)  |
| Мюон {\displaystyle g_{\mu }}             | −2,0023318418(13)      |
| Нейтрон {\displaystyle g_{\mathrm {n} }}  | −3,8260854(90)         |
| Протон {\displaystyle g_{\mathrm {p} }}   | +5,585694713(46)       |
| Тритон {\displaystyle g_{\mathrm {t} }}   | +5,957924896(76)       |
| Дейтрон {\displaystyle g_{\mathrm {d} }}  | +0,8574382308(72)      |
| Гелион {\displaystyle g_{\mathrm {h} }}   | −4,255250613(50)       |